# Pasteurellaceae
Pasteurellaceae é uma família de bactérias gram-negativas da ordem Pasteurellales e do filo Proteobacteria.

## Gêneros
- Actinobacillus
- Haemophilus
- Lonepinella
- Pasteurella
- Mannheimia
- Phocoenobacter